# Gene Dinwiddie
Gene Dinwiddie (* 19. September 1936 in Louisville, Kentucky; † 11. Januar 2002 in La Puente) war ein US-amerikanischer Blues-Saxophonist, der vor allem als Mitglied der Butterfield Blues Band bekannt wurde.

## Leben
Dinwiddie hatte bereits seit den 1950er Jahren Jazz und Blues gespielt, bis er sich 1967 der Butterfield Blues Band anschloss. Bei dieser blieb er bis zur Trennung 1971 und auch hinterher war er noch Mitglied der Nachfolge-Band Full Moon.
Ferner war er während der 1960er Jahre nebenbei Mitglied der James Cotton Blues Band und arbeitete in den 1970er Jahren als Studio-Musiker, unter anderem für B. B. King, Paul Butterfield, Gregg Allman, Melissa Manchester und Jackie Lomax. Auch in den 1990er Jahren betätigte er sich weiterhin als Session-Musiker, beispielsweise ist er auf Etta James’ Stickin’ to My Guns zu hören.